# La casa è nera
La casa è nera (Khaneh siah ast) è un cortometraggio, scritto e diretto da Forough Farrokhzad.

## Trama
La poetessa Farrokhzad riprende la vita quotidiana di un lebbrosario situato in Medio Oriente. Le immagini, di forte impatto visivo, sono alternate da versi lirici e da lodi rivolte a Dio.

## Produzione
Fu l'unica opera audiovisiva diretta dall'artista iraniana. Per redigere il film, l'autrice venne aiutata da Ebrahim Golestan, pioniere del cinema persiano.
Riguardo l'idea del progetto, la cineasta dichiarò:
(Commento tratto da un'intervista del febbraio 1964)
Ultimate le riprese, la scrittrice adottò un bambino della colonia.

## Distribuzione
Ignorato in patria, ottenne successo mediatico grazie ai passaggi televisivi. In Italia venne presentato, in versione originale, all'interno del programma Fuori orario. Cose (mai) viste.
Nel 2016, la Cineteca di Bologna ha inserito l'opera nella retrospettiva Il Cinema Ritrovato.